# Mandingas
Os mandingas (em mandinga: mandinka) ou malinques (também grafado como maninke, manding, mandenka e mandinko) são um grupo étnico da África ocidental, com uma população estimada em 45 milhões de pessoas.
Os mandingas são remanescentes do Império do Mali, o qual foi fundado no século XIII pelo Mansa Sundiata Queita. Migraram para o oeste, através do rio Níger, em busca de melhores terras cultiváveis e oportunidades de conquista.
São originários do atuais Mali, Gâmbia, Guiné, Serra Leoa, Senegal, Burquina Fasso, Libéria, Guiné-Bissau, Níger, Mauritânia e Costa do Marfim. Apesar de dispersos, os mandingas constituem o maior grupo étnico no Mali, na Guiné e na Gâmbia.